# روابط پاکستان و جمهوری آذربایجان
بین جمهوری آذربایجان و پاکستان روابط خارجی وجود دارد. پاکستان یک سفارت در باکو و آذربایجان دارای یک سفارت در اسلام‌آباد دارد. روابط دوجانبه آذربایجان و پاکستان بر اساس عملکردهای شناختی و پیوندهای ادراکی بین دو کشور است که باعث تقویت و تحکیم ارتباط بین باکو و اسلام‌آباد می‌شود. این دو کشور «شرکای استراتژیک» محسوب می‌شوند. و همکاری امنیتی آذربایجان پاکستان در همه زمینه‌های نظامی تا روابط نظامی و همچنین بین سازمان‌های امنیتی در حال ارتقا است.
روابط مدرن بین دو دولت هنگامی که جمهوری آذربایجان پس از فروپاشی اتحاد جماهیر شوروی مستقل شد - در ۹ ژوئن ۱۹۹۲ شروع شد. پاکستان دومین کشوری بود که - در ۱۲ دسامبر ۱۹۹۱، پس از ترکیه آذربایجان را به رسمیت شناخت. تجارت و همکاری بین دو ملت به‌طور پیوسته در حال رشد بوده و چندین اجلاس در مورد چگونگی بهبود تجارت بین دو کشور برگزار شده‌است.
به گفته مقامات هر دو کشور در مارس ۲۰۱۳، جمهوری آذربایجان و پاکستان «از روابط مشارکت استراتژیک برخوردارند.»

## همکاری نظامی
پاکستان یکی از مالکان سلاح‌های هسته ای و کشوری با نرخ بالای توسعه صنعت نظامی است. در مورد موضوعات همکاری نظامی بین آذربایجان و پاکستان، قابل ذکر است که امکان تولید سلاح برای اهداف مشترک و همچنین ایجاد پایه‌های شرکت‌های نظامی وجود دارد. از سوی دیگر، پاکستان قصد دارد روابط خود را با آذربایجان در زمینه انرژی به دلیل کمبود منابع انرژی تقویت کند.
در ۱۲ سپتامبر ۲۰۲۱، آذربایجان میزبان رزمایش‌های نظامی مشترک با پاکستان و ترکیه بود.

## پشتیبانی بین‌المللی
پاکستان یکی از معدود کشورهایی است که کشتار خوجالی که ارمنستان متهم شده علیه آذربایجانی‌ها به عنوان نسل‌کشی انجام داده، به رسمیت شناخته‌است. پاکستان همچنین از طرف آذربایجانی در مناقشه قره باغ حمایت می‌کند. آذربایجان به نوبه خود از موضع پاکستان در برابر کشمیر حمایت می‌کند. ممنون حسین، رئیس‌جمهور سابق پاکستان نیز با تأیید حمایت نظامی پاکستان از آذربایجان، گفت که این کشور آمادگی کامل برای تجهیز ارتش آذربایجان را دارد.
در آوریل ۱۹۹۳، جلسه شورای امنیت سازمان ملل متحد به رهبری پاکستان برگزار شد. این قطعنامه به اتفاق آرا قطعنامه ۸۲۲ در خصوص مناقشه قره باغ را به تصویب رساند.
علاوه بر این، پاکستان یکی از اعضای سازمان کنفرانس اسلامی دربارهٔ اقدامات تهاجمی جمهوری ارمنستان، علیه آذربایجان است.

## ارتباطات فرهنگی

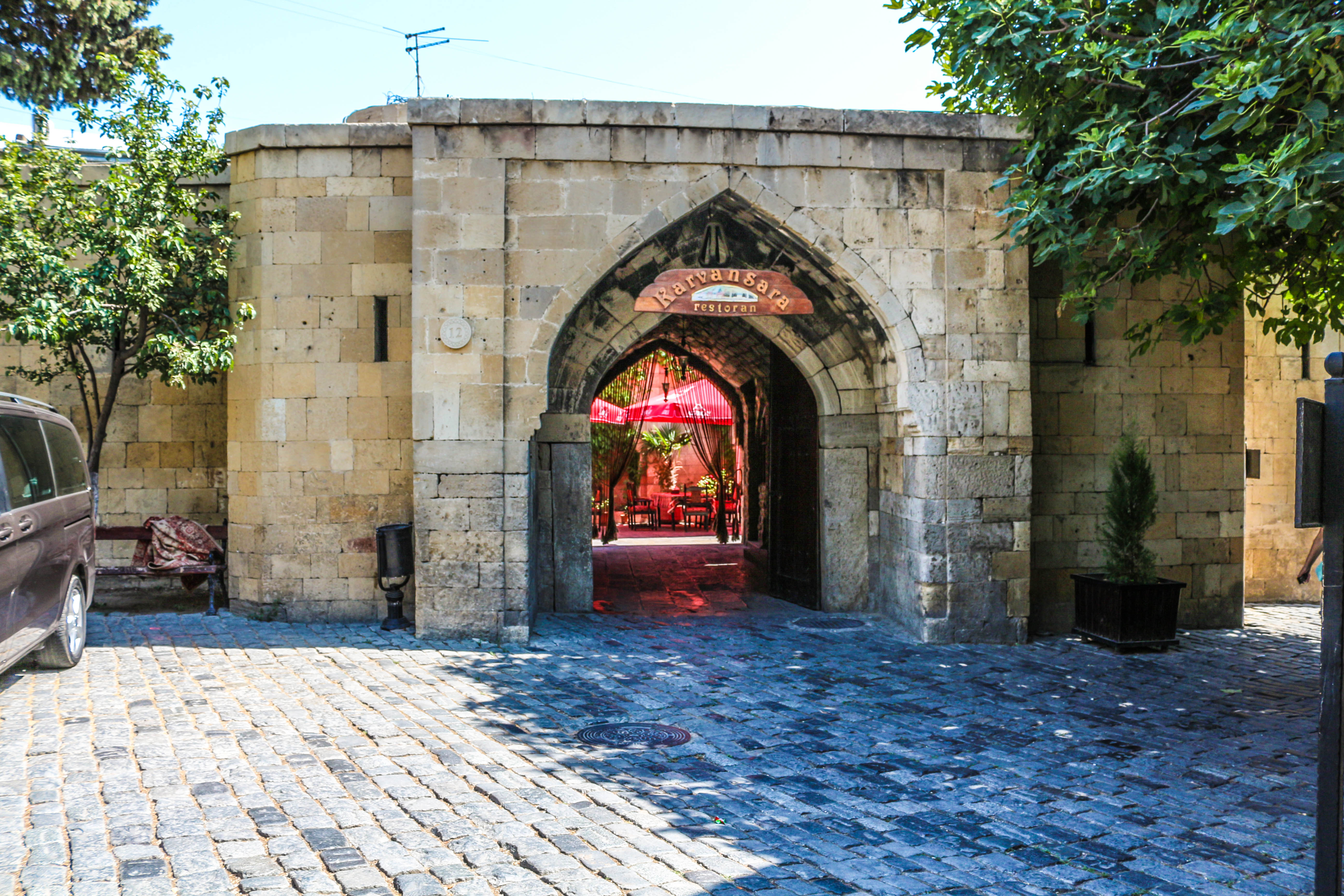
آذربایجان

روابط پاکستان و آذربایجان در زمینه‌های مذهبی و فرهنگی همچنان دارد توسعه می‌یابد. در دانشگاه دولتی باکو یک شاخه ویژه از گروه زبان وجود دارد که به‌طور خاص به مطالعه زبان اردو اختصاص داده شده‌است.
در بهار ۱۹۹۶، بیانیه مشترک خواهر شدن شهرهای گنجه آذربایجان با مولتان پاکستان به تصویب رسید. در سال ۲۰۰۴، در شهر اسلام‌آباد، به دو زبان - انگلیسی و اردو، کتاب «دربارهٔ آثار جلیل محمدقلی‌زاده متفکر برجسته آذربایجانی» منتشر شد.
در سال ۲۰۰۵ زمین لرزه ای در خاک پاکستان، به ویژه در شهر مظفرآباد رخ داد. آذربایجان به رهبری الهام علی اف به کشور آسیب دیده مبلغ مادی یک و نیم میلیون دلار کمک کرد. به ابتکار رئیس بنیاد حیدر علی اف، در مناطق روستایی رارا، در شهر مظفرآباد، ساخت یک مدرسه راهنمایی بر اساس مدل مدرن آغاز شدکه افتتاحیه بزرگ آن در فوریه ۲۰۰۸ برگزار شد. این صندوق همچنین بودجه ای برای ساخت بلوک جدید کلینیک پزشکی بنیاد چشم خیبر در پیشاور اختصاص داد.